# ATP Finals
Las ATP Finals (en español Fase Final del Circuito de la ATP, anteriormente Tennis Masters Cup, y también llamada Copa Masters o Torneo de Maestros) es un torneo oficial de tenis disputado en pista dura bajo techo (indoor), con la participación de los ocho jugadores mejor clasificados al final de cada temporada.
A diferencia de los demás torneos del año, el Masters no es un torneo de eliminación directa. Los ocho participantes se reparten en dos grupos de 4 jugadores, y cada tenista juega contra los otros tres de su grupo. Los dos jugadores mejor clasificados en esas dos liguillas juegan las semifinales ya eliminatorias, quedando solo dos que disputan la final.
La puntuación se reparte entre los jugadores así:
En la primera ronda se conceden 200 puntos por cada partido ganado, si se ganan los 3 partidos del grupo se suma un total de 600 puntos. Al llegar a la final se suman 400 puntos a los ya obtenidos; ganar el campeonato supone sumar otros 500 puntos. Por lo tanto, si se gana el torneo invicto se obtienen 1500 puntos, siendo 600 de primera ronda, 400 más por la final y 500 más por ser campeón. Si se pierde un partido de primera ronda se ganarían 1300 puntos; si se es campeón perdiendo dos partidos en primera ronda se otorgan 1100 puntos.

## Historia
El evento es la cuarta evolución de un campeonato que comenzó en 1970. Originalmente se conocía como el Gran Premio de Maestros y era parte del circuito de tenis del Gran Premio. Fue organizado por la Federación Internacional de Tenis sobre hierba (ILTF). Corrió junto con las Finales del WCT en competencia. El Masters fue un evento de fin de año entre los mejores jugadores del circuito masculino, pero no contó para ningún punto de clasificación mundial.
En 1990, la Asociación de Profesionales de Tenis (ATP) se hizo cargo de la gestión del circuito masculino y reemplazó al Masters con el Campeonato Mundial ATP Tour. Los puntos del ranking mundial estaban ahora en juego, con un campeón invicto ganando la misma cantidad de puntos que ganaría uno de los cuatro eventos de Grand Slam. La ITF, que continuó dirigiendo los torneos de Grand Slam, creó un evento de fin de año rival conocido como la Copa de Grand Slam, que fue disputado por los 16 jugadores con los mejores récords en las competiciones de Grand Slam ese año.
En diciembre de 1999, la ATP y la ITF acordaron terminar con sus dos eventos independientes y organizar un solo certamen anual que se llamaría Tennis Masters Cup. Al igual que en el Masters y el ATP Tour World Championship, tomarían parte de este torneo solamente 8 jugadores. No obstante, una nueva regla estableció que cualquier jugador que gane uno de los cuatro torneos de Grand Slam que se disputan en el año se garantizaría una plaza en la Copa Masters siempre que termine ubicado entre los 20 primeros jugadores del ranking ATP. Normalmente, los ganadores de los torneos de Grand Slam se ubican entre los ocho mejores del ranking al finalizar el año, pero si por alguna razón esto no ocurre, tienen garantizado en su lugar en la Copa Masters en perjuicio del jugador que ocupe en ese momento el octavo lugar en el escalafón mundial (y en perjuicio del que ocupe el séptimo lugar si hay dos ganadores de Grand Slam que finalicen el año por debajo del octavo lugar, etc.) si estuvieran entre los 20 primeros del ranking ATP.
Durante muchos años,[¿cuántos?] el torneo en la modalidad de dobles se disputó la semana siguiente al de individuales. Recientemente, pasó a jugarse la misma semana (y en la misma sede) que el torneo de sencillos. Al igual que en la competencia de individuales, el torneo de dobles involucra la participación de las ocho mejores parejas de la temporada, que se dividen en dos  grupos de las cuales salen las parejas que disputarán las semifinales.
En 2009 el torneo cambia de nombre por el de ATP World Tour Finals. La sede hasta el 2020 fue la ciudad de Londres, para pasar a Turín, Italia, desde el 2021 al 2025.

## Sistema de clasificación
Se clasifican para jugar la Copa Masters los primeros 7 jugadores de la clasificación de la Carrera a Turín al día siguiente del último torneo Masters 1000 de la temporada. Si hay algún jugador que haya ganado algún Grand Slam en la temporada situado entre el 8° y 20° puesto, pasa a formar el jugador clasificado número 8. Si hay dos jugadores con algún título de Grand Slam, el de menor ranking pasa a ser suplente. Si no hay campeones de Grand Slam ente el 8.° y 20.° el octavo jugador de la Carrera a Turín pasa a formar el octavo clasificado.
La Carrera de Campeones se compone teniendo en cuenta los mejores 18 resultados de cada tenista siendo obligados los cuatro torneos de Grand Slam (Australian Open, Roland Garros, Wimbledon y US Open) y los nueve torneos Masters Series (Indian Wells, Miami, Montecarlo, Roma, Shanghái, Montreal, Cincinnati, Madrid, París). En los torneos del Grand Slam, la puntuación se asigna de la siguiente manera: 2000 puntos al campeón, 1200 al finalista, 720 a los semifinalistas, 360 a los cuartofinalistas, 180 a los que alcanzaron la 4ª ronda, y 90, 45 y 10 para quienes caigan en los tres primeros cruces, respectivamente.

## Palmarés

### Individual
| Sede                         | Año  | Campeón            | Subcampeón            | Resultado               |      |
| ---------------------------- | ---- | ------------------ | --------------------- | ----------------------- | ---- |
| Masters Grand Prix           |      |                    |                       |                         |      |
| Tokio                        | 1970 | Stan Smith         | Rod Laver             | Liga                    | Liga |
| París                        | 1971 | Ilie Năstase       | Stan Smith            | Liga                    | Liga |
| Barcelona                    | 1972 | Ilie Năstase       | Stan Smith            | 6-3, 6-2, 3-6, 2-6, 6-3 |      |
| Boston                       | 1973 | Ilie Năstase       | Tom Okker             | 6-3, 7-5, 4-6, 6-3      |      |
| Melbourne                    | 1974 | Guillermo Vilas    | Ilie Năstase          | 7-6, 6-2, 3-6, 3-6, 6-4 |      |
| Estocolmo                    | 1975 | Ilie Năstase       | Björn Borg            | 6-2, 6-2, 6-1           |      |
| Houston                      | 1976 | Manuel Orantes     | Wojtek Fibak          | 5-7, 6-2, 0-6, 7-6, 6-1 |      |
| Nueva York                   | 1977 | Jimmy Connors      | Björn Borg            | 6-4, 1-6, 6-4           |      |
| Nueva York                   | 1978 | John McEnroe       | Arthur Ashe           | 6-7, 6-3, 7-5           |      |
| Nueva York                   | 1979 | Björn Borg         | Vitas Gerulaitis      | 6-2, 6-2                |      |
| Nueva York                   | 1980 | Björn Borg         | Ivan Lendl            | 6-4, 6-2, 6-2           |      |
| Nueva York                   | 1981 | Ivan Lendl         | Vitas Gerulaitis      | 6-7, 2-6, 7-6, 6-2, 6-4 |      |
| Nueva York                   | 1982 | Ivan Lendl         | John McEnroe          | 6-4, 6-4, 6-2           |      |
| Nueva York                   | 1983 | John McEnroe       | Ivan Lendl            | 6-3, 6-4, 6-4           |      |
| Nueva York                   | 1984 | John McEnroe       | Ivan Lendl            | 7-5, 6-0, 6-4           |      |
| Nueva York                   | 1985 | Ivan Lendl         | Boris Becker          | 6-2, 7-6, 6-3           |      |
| Nueva York                   | 1986 | Ivan Lendl         | Boris Becker          | 6-4, 6-4, 6-4           |      |
| Nueva York                   | 1987 | Ivan Lendl         | Mats Wilander         | 6-2, 6-2, 6-3           |      |
| Nueva York                   | 1988 | Boris Becker       | Ivan Lendl            | 5-7, 7-6, 3-6, 6-2, 7-6 |      |
| Nueva York                   | 1989 | Stefan Edberg      | Boris Becker          | 4-6, 7-6, 6-3, 6-1      |      |
| ATP Tour World Championships |      |                    |                       |                         |      |
| Fráncfort                    | 1990 | Andre Agassi       | Stefan Edberg         | 5-7, 7-6, 7-5, 6-2      |      |
| Fráncfort                    | 1991 | Pete Sampras       | Jim Courier           | 3-6, 7-6, 6-3, 6-4      |      |
| Fráncfort                    | 1992 | Boris Becker       | Jim Courier           | 6-4, 6-3, 7-5           |      |
| Fráncfort                    | 1993 | Michael Stich      | Pete Sampras          | 7-6, 2-6, 7-6, 6-2      |      |
| Fráncfort                    | 1994 | Pete Sampras       | Boris Becker          | 4-6, 6-3, 7-5, 6-4      |      |
| Fráncfort                    | 1995 | Boris Becker       | Michael Chang         | 7-6, 6-0, 7-6           |      |
| Hannover                     | 1996 | Pete Sampras       | Boris Becker          | 3-6, 7-6, 7-6, 6-7, 6-4 |      |
| Hannover                     | 1997 | Pete Sampras       | Yevgeny Kafelnikov    | 6-3, 6-2, 6-2           |      |
| Hannover                     | 1998 | Àlex Corretja      | Carlos Moyá           | 3-6, 3-6, 7-5, 6-3, 7-5 |      |
| Hannover                     | 1999 | Pete Sampras       | Andre Agassi          | 6-1, 7-5, 6-4           |      |
| Tennis Masters Cup           |      |                    |                       |                         |      |
| Lisboa                       | 2000 | Gustavo Kuerten    | Andre Agassi          | 6-4, 6-4, 6-4           |      |
| Sídney                       | 2001 | Lleyton Hewitt     | Sébastien Grosjean    | 6-3, 6-3, 6-4           |      |
| Shanghái                     | 2002 | Lleyton Hewitt     | Juan Carlos Ferrero   | 7-5, 7-5, 2-6, 2-6, 6-4 |      |
| Houston                      | 2003 | Roger Federer      | Andre Agassi          | 6-3, 6-0, 6-4           |      |
| Houston                      | 2004 | Roger Federer      | Lleyton Hewitt        | 6-3, 6-2                |      |
| Shanghái                     | 2005 | David Nalbandian   | Roger Federer         | 6-7, 6-7, 6-2, 6-1, 7-6 |      |
| Shanghái                     | 2006 | Roger Federer      | James Blake           | 6-0, 6-3, 6-4           |      |
| Shanghái                     | 2007 | Roger Federer      | David Ferrer          | 6-2, 6-3, 6-2           |      |
| Shanghái                     | 2008 | Novak Djokovic     | Nikolái Davydenko     | 6-1, 7-5                |      |
| ATP World Tour Finals        |      |                    |                       |                         |      |
| Londres                      | 2009 | Nikolái Davydenko  | Juan Martín del Potro | 6-3, 6-4                |      |
| Londres                      | 2010 | Roger Federer      | Rafael Nadal          | 6-3, 3-6, 6-1           |      |
| Londres                      | 2011 | Roger Federer      | Jo-Wilfried Tsonga    | 6-3, 6-7 (6), 6-3       |      |
| Londres                      | 2012 | Novak Djokovic     | Roger Federer         | 7-6 (6), 7-5            |      |
| Londres                      | 2013 | Novak Djokovic     | Rafael Nadal          | 6-3 , 6-4               |      |
| Londres                      | 2014 | Novak Djokovic     | Roger Federer         | W.O.                    |      |
| Londres                      | 2015 | Novak Djokovic     | Roger Federer         | 6-3, 6-4                |      |
| Londres                      | 2016 | Andy Murray        | Novak Djokovic        | 6-3, 6-4                |      |
| Londres                      | 2017 | Grigor Dimitrov    | David Goffin          | 7-5, 4-6, 6-3           |      |
| Londres                      | 2018 | Alexander Zverev   | Novak Djokovic        | 6-4, 6-3                |      |
| Londres                      | 2019 | Stefanos Tsitsipas | Dominic Thiem         | 6-7(6), 6-2, 7-6(4)     |      |
| Londres                      | 2020 | Daniil Medvédev    | Dominic Thiem         | 4-6, 7-6(2), 6-4        |      |
| Turín                        | 2021 | Alexander Zverev   | Daniil Medvédev       | 6-4, 6-4                |      |
| Turín                        | 2022 | Novak Djokovic     | Casper Ruud           | 7-5, 6-3                |      |
| Turín                        | 2023 | Novak Djokovic     | Jannik Sinner         | 6-3, 6-3                |      |
| Turín                        | 2024 | Jannik Sinner      | Taylor Fritz          | 6-4, 6-4                |      |

### Dobles
| Sede                         | Año        | Campeones                           | Subcampeones                         | Resultado                     |              |
| ---------------------------- | ---------- | ----------------------------------- | ------------------------------------ | ----------------------------- | ------------ |
| Masters Grand Prix           |            |                                     |                                      |                               |              |
| Tokio                        | 1970       | Stan Smith Arthur Ashe              | Liga                                 | Liga                          |              |
|                              | 1971- 1974 | No celebrado                        | No celebrado                         | No celebrado                  | No celebrado |
| Estocolmo                    | 1975       | Juan Gisbert Manuel Orantes         | Liga                                 | Liga                          |              |
| Houston                      | 1976       | Fred McNair Sherwood Stewart        | Brian Gottfired Raúl Ramírez         | 6-3, 5-7, 5-7, 6-4, 6-4       |              |
| Nueva York                   | 1977       | Bob Hewitt Frew McMillan            | Robert Lutz Stan Smith               | 7-5, 7-6, 6-3                 |              |
| Nueva York                   | 1978       | Peter Fleming John McEnroe          | Wojtek Fibak Tom Okker               | 6-4, 6-2, 6-4                 |              |
| Nueva York                   | 1979       | Peter Fleming John McEnroe          | Wojtek Fibak Tom Okker               | 6-3, 7-6, 6-1                 |              |
| Nueva York                   | 1980       | Peter Fleming John McEnroe          | Peter McNamara Paul McNammee         | 6-4, 6-3                      |              |
| Nueva York                   | 1981       | Peter Fleming John McEnroe          | Kevin Curren Steve Denton            | 6-3, 6-3                      |              |
| Nueva York                   | 1982       | Peter Fleming John McEnroe          | Sherwood Stewart Ferdi Taygan        | 7-5, 6-3                      |              |
| Nueva York                   | 1983       | Peter Fleming John McEnroe          | Mark Edmondson Sherwood Stewart      | 6-3, 6-1                      |              |
| Nueva York                   | 1984       | Peter Fleming John McEnroe          | Pavel Slozil Tomáš Šmíd              | 6-2, 6-2                      |              |
| Nueva York                   | 1985       | Stefan Edberg Anders Jarryd         | Joakim Nystrom Mats Wilander         | 6-1, 7-6                      |              |
| Londres                      | 1986       | Stefan Edberg Anders Jarryd         | Guy Forget Yannick Noah              | 6-3, 7-6, 6-3                 |              |
| Londres                      | 1987       | Miloslav Mecir Tomáš Šmíd           | Ken Flach Robert Seguso              | 6-4, 7-5, 6-7, 6-3            |              |
| Londres                      | 1988       | Rick Leach Jim Pugh                 | Emilio Sánchez Vicario Sergio Casal  | 6-4, 6-3, 2-6, 6-0            |              |
| Londres                      | 1989       | Jim Grabb Patrick McEnroe           | John Fitzgerald Anders Jarryd        | 7-5, 7-6, 5-7, 6-3            |              |
| ATP Tour World Championships |            |                                     |                                      |                               |              |
| Sanctuary Cove               | 1990       | Guy Forget Jakob Hlasek             | Emilio Sánchez Vicario Sergio Casal  | 6-4, 7-6, 5-7, 6-4            |              |
| Johannesburgo                | 1991       | John Fitzgerald Anders Jarryd       | Ken Flach Robert Seguso              | 6-4, 6-4, 2-6, 6-4            |              |
| Johannesburgo                | 1992       | Todd Woodbridge Mark Woodforde      | John Fitzgerald Anders Jarryd        | 6-2, 7-6(4), 5-7, 3-6, 6-3    |              |
| Johannesburgo                | 1993       | Jacco Eltingh Paul Haarhuis         | Todd Woodbridge Mark Woodforde       | 7-6(4), 7-6(5), 6-4           |              |
| Yakarta                      | 1994       | Jan Apell Jonas Björkman            | Todd Woodbridge Mark Woodforde       | 6-4, 4-6, 4-6, 7-6(5), 7-6(6) |              |
| Eindhoven                    | 1995       | Grant Connell Patrick Galbraith     | Jacco Eltingh Paul Haarhuis          | 7-6, 7-6, 3-6, 7-6            |              |
| Hartford                     | 1996       | Todd Woodbridge Mark Woodforde      | Sébastien Lareau Alex O'Brien        | 6-4, 5-7, 6-2, 7-6            |              |
| Hartford                     | 1997       | Rick Leach Jonathan Stark           | Mahesh Bhupathi Leander Paes         | 6-3, 6-4, 7-6                 |              |
| Hartford                     | 1998       | Jacco Eltingh Paul Haarhuis         | Mark Knowles Daniel Nestor           | 6-4, 6-2, 7-5                 |              |
| Hartford                     | 1999       | Sébastien Lareau Alex O'Brien       | Mahesh Bhupathi Leander Paes         | 6-3, 6-2, 6-2                 |              |
| Bangalore                    | 2000       | Donald Johnson Piet Norval          | Mahesh Bhupathi Leander Paes         | 7-6(10), 6-3, 6-4             |              |
| Tennis Masters Cup           |            |                                     |                                      |                               |              |
| Houston                      | 2003       | Bob Bryan Mike Bryan                | Michael Llodra Fabrice Santoro       | 6-7(6), 6-3, 3-6, 7-6(3), 6-4 |              |
| Houston                      | 2004       | Bob Bryan Mike Bryan                | Wayne Black Kevin Ullyett            | 4-6, 7-5, 6-4, 6-2            |              |
| Shanghái                     | 2005       | Michael Llodra Fabrice Santoro      | Leander Paes Nenad Zimonjić          | 6-7(6), 6-3, 7-6(4)           |              |
| Shanghái                     | 2006       | Jonas Björkman Max Mirnyi           | Mark Knowles Daniel Nestor           | 6-2, 6-4                      |              |
| Shanghái                     | 2007       | Mark Knowles Daniel Nestor          | Simon Aspelin Julian Knowle          | 6-2, 6-3                      |              |
| Shanghái                     | 2008       | Daniel Nestor Nenad Zimonjić        | Bob Bryan Mike Bryan                 | 7-6(3), 6-2                   |              |
| ATP World Tour Finals        |            |                                     |                                      |                               |              |
| Londres                      | 2009       | Bob Bryan Mike Bryan                | Max Mirnyi Andy Ram                  | 7-6(5), 6-3                   |              |
| Londres                      | 2010       | Daniel Nestor Nenad Zimonjić        | Mahesh Bhupathi Max Mirnyi           | 7-6(8), 6-4                   |              |
| Londres                      | 2011       | Daniel Nestor Max Mirnyi            | Marcin Matkowski Mariusz Fyrstenberg | 7-5, 6-3                      |              |
| Londres                      | 2012       | Marcel Granollers Marc López        | Mahesh Bhupathi Rohan Bopanna        | 7-5, 3-6, [10-3]              |              |
| Londres                      | 2013       | David Marrero Fernando Verdasco     | Bob Bryan Mike Bryan                 | 7-5, 6-7, [10-7]              |              |
| Londres                      | 2014       | Bob Bryan Mike Bryan                | Ivan Dodig Marcelo Melo              | 6-7(5), 6-2, [10-7]           |              |
| Londres                      | 2015       | Jean-Julien Rojer Horia Tecau       | Rohan Bopanna Florin Mergea          | 6-4, 6-3                      |              |
| Londres                      | 2016       | Henri Kontinen John Peers           | Raven Klaasen Rajeev Ram             | 2-6, 6-1, [10-8]              |              |
| Londres                      | 2017       | Henri Kontinen John Peers           | Łukasz Kubot Marcelo Melo            | 6-4, 6-2                      |              |
| Londres                      | 2018       | Mike Bryan Jack Sock                | Pierre-Hugues Herbert Nicolas Mahut  | 5-7, 6-1, [13-11]             |              |
| Londres                      | 2019       | Pierre-Hugues Herbert Nicolas Mahut | Raven Klaasen Michael Venus          | 6-3, 6-4                      |              |
| Londres                      | 2020       | Wesley Koolhof Nikola Mektić        | Jürgen Melzer Edouard Roger-Vasselin | 6-2, 3-6, [10-5]              |              |
| Turín                        | 2021       | Pierre-Hugues Herbert Nicolas Mahut | Rajeev Ram Joe Salisbury             | 6-4, 7-6(0)                   |              |
| Turín                        | 2022       | Rajeev Ram Joe Salisbury            | Nikola Mektić Mate Pavić             | 7-6(4), 6-4                   |              |
| Turín                        | 2023       | Rajeev Ram Joe Salisbury            | Marcel Granollers Horacio Zeballos   | 6-3, 6-4                      |              |
| Turín                        | 2024       | Kevin Krawietz Tim Puetz            | Marcelo Arévalo Mate Pavić           | 7-6(5), 7-6(6)                |              |

## Títulos por jugador

### Individual
Hasta 2024, 27 tenistas han ganado alguna vez la Copa de Maestros. 
|    | Jugador          | Títulos | Subtítulos | Años                                     |
| -- | ---------------- | ------- | ---------- | ---------------------------------------- |
| 1  | Novak Djokovic   | 7       | 2          | 2008, 2012, 2013, 2014, 2015, 2022, 2023 |
| 2  | Roger Federer    | 6       | 4          | 2003, 2004, 2006, 2007, 2010, 2011       |
| 3  | Ivan Lendl       | 5       | 4          | 1981, 1982, 1985, 1986, 1987             |
| 4  | Pete Sampras     | 5       | 1          | 1991, 1994, 1996, 1997, 1999             |
| 5  | Ilie Năstase     | 4       | 1          | 1971, 1972, 1973, 1975                   |
| 6  | Boris Becker     | 3       | 5          | 1988, 1992, 1995                         |
| 7  | John McEnroe     | 3       | 1          | 1978, 1983, 1984                         |
| 8  | Björn Borg       | 2       | 2          | 1979, 1980                               |
| 9  | Lleyton Hewitt   | 2       | 1          | 2001, 2002                               |
| 10 | Alexander Zverev | 2       | -          | 2018, 2021                               |

## Títulos por país

### Individual
Un total de 27 jugadores de 16 países han ganado alguna Copa Masters.
|    | País            | Títulos | Tenistas |
| -- | --------------- | ------- | -------- |
| 1  | Estados Unidos  | 11      | 5        |
| 2  | Serbia          | 7       | 1        |
| 3  | Alemania        | 6       | 3        |
| 4  | Suiza           | 6       | 1        |
| 5  | República Checa | 6       | 1        |
| 6  | Rumanía         | 4       | 1        |
| 7  | Suecia          | 3       | 2        |
| 8  | España          | 2       | 2        |
| 9  | Argentina       | 2       | 2        |
| 10 | Rusia           | 2       | 2        |
| 11 | Italia          | 2       | 2        |
| 12 | Australia       | 2       | 1        |
| 13 | Brasil          | 1       | 1        |
| 14 | Reino Unido     | 1       | 1        |
| 15 | Bulgaria        | 1       | 1        |
| 16 | Grecia          | 1       | 1        |